# Кубок мира по горному бегу 2003
19-й Кубок мира по горному бегу прошёл 20 и 21 сентября 2003 года в Гирдвуде (штат Аляска, США). Участники соревновались в дисциплине горного бега «вверх-вниз». Разыгрывались 8 комплектов наград: по четыре в индивидуальном и командном первенствах (мужчины, женщины, юниоры и юниорки до 20 лет). Среди юниоров могли выступать спортсмены 1984 года рождения и моложе.
Во второй раз в истории турнир прошёл за пределами Европы. Вслед за Малайзией в 1999 году соревнования 2003 года приняла американская Аляска. Главной ареной стал Гирдвуд, небольшой город к юго-востоку от Анкориджа. Беговые трассы были проложены по территории горнолыжного комплекса, находящегося на склоне горы Алиеска (горный массив Чугачские горы).
Соревнования женщин, юниоров и юниорок, прошедшие в первый день, осложнились сильным снегопадом, начавшимся за несколько часов до старта. Усилиями нескольких десятков волонтёров были расчищены наиболее тяжёлые участки дистанции, но условия оставались тяжёлыми, так как осадки не прекращались на протяжении всего дня. Ко второму дню снег растаял, облегчив задачу участникам массового и мужского забегов. Температура на протяжении выходных находилась в районе нуля градусов.
На старт вышли 268 бегунов (115 мужчин, 65 женщин, 55 юниоров и 33 юниорки) из 27 стран мира. Каждая страна могла выставить до 6 человек в мужской забег, до 4 человек — в женский и юниорский и до 3 человек — среди юниорок. Сильнейшие в командном первенстве определялись по сумме мест четырёх лучших участников у мужчин, трёх лучших — у женщин и юниоров, двух лучших — у юниорок.
Всего лишь во второй раз сборная Италии уступила первенство в медальном зачёте Кубка мира. В 1994 году первое место заняла Австрия, а спустя девять лет успех отпраздновала Словения. Представители этой страны выиграли три золотых, одну серебряную и одну бронзовую медали, все — в юниорских забегах. Решающий вклад в командный успех внесли брат и сестра Косовель. Матея заняла третье место среди юниорок и стала сильнейшей в командном зачёте. Митя Косовель завоевал чемпионский титул среди юниоров, опередив соотечественника Петера Ламовеца и также выиграл командное золото.
Новозеландка Мелисса Мун во второй раз стала лучшей среди женщин, спустя два года повторив успех на дистанции «вверх-вниз». Победительница 2000 года Анджела Мудж долгое время преследовала лидера; только на заключительном спуске она отпустила соперницу вперёд и довольствовалась серебром в личном зачёте.
У мужчин седьмой год подряд продолжилось чередование побед Джонатана Уайатта и Марко Де Гаспери. В 2003 году была очередь Де Гаспери — до этого он выиграл три Кубка мира подряд на трассе «вверх-вниз». В Гирдвуде он добавил к этому списку четвёртую победу, уверенно опередив 21-летнего Флориана Хайнцле из Австрии. Действующий чемпион Уайатт турнир на Аляске пропускал.

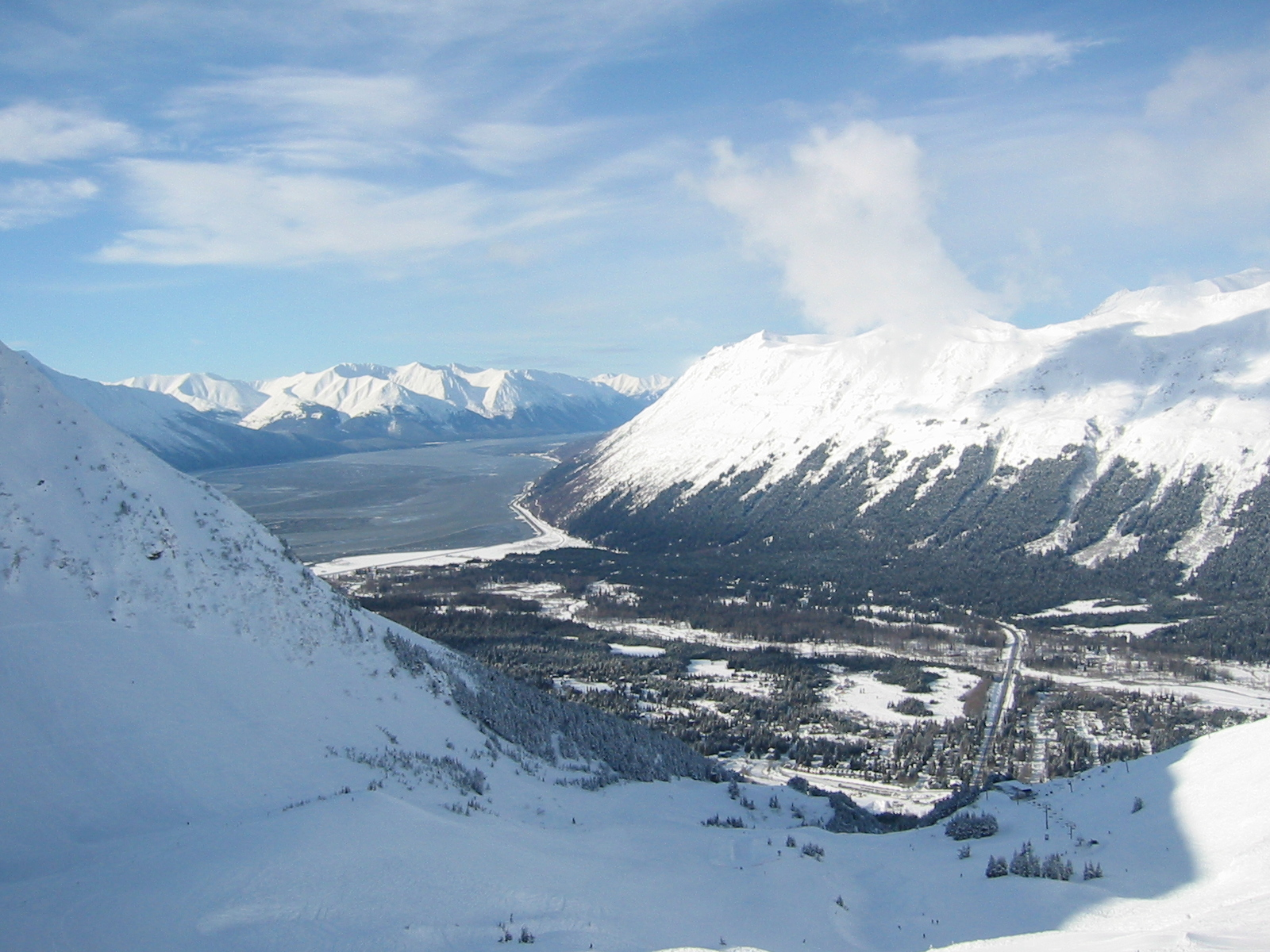
Вид на Гирдвуд с горы Алиеска
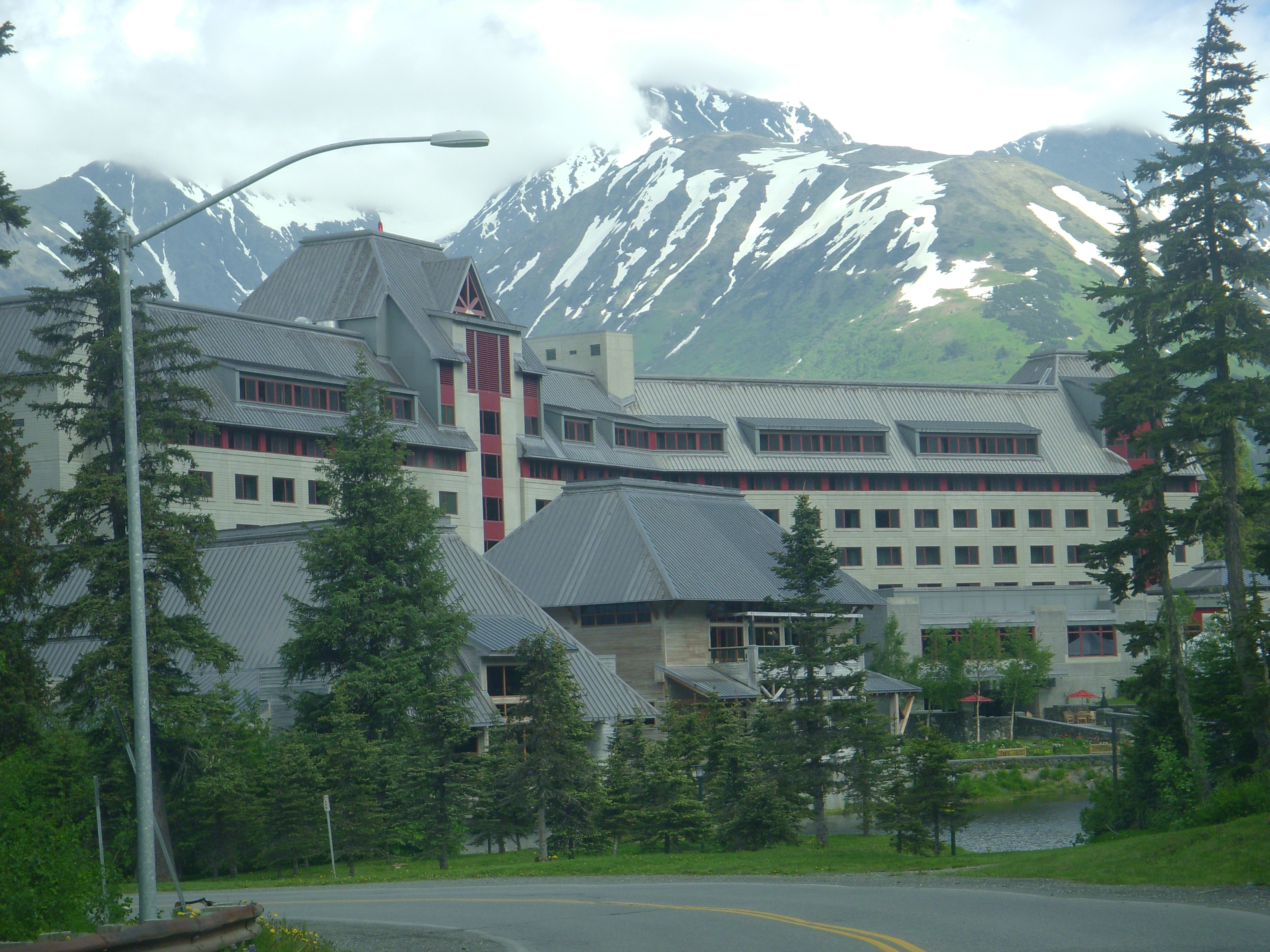
Горнолыжный курорт Алиеска

## Призёры
Курсивом выделены участники, чей результат не пошёл в зачёт команды.

### Мужчины
| Дисциплина                                 | Золото | Золото  | Серебро                                                                                         | Серебро  | Бронза                                                             | Бронза   |
| ------------------------------------------ | --- | ------- | ----------------------------------------------------------------------------------------------- | -------- | ------------------------------------------------------------------ | -------- |
| 11,48 км перепад высот: +900 м −900 м      | Марко Де Гаспери Италия                                                                                        | 50.30   | Флориан Хайнцле Австрия                                                                         | 51.16    | Марко Гайярдо Италия                                               | 51.56    |
| 11,48 км (команды)                         | Италия · Марко Де Гаспери · Марко Гайярдо · Эмануэле Манци · Клаудио Касси · Алессио Ринальди · Марко Агостини | 24 очка | Англия · Эндрю Джонс · Саймон Бейли · Ллойд Таггарт · Саймон Бут · Эндрю Симондс · Марк Робертс | 48 очков | Германия · Хельмут Шиссль · Маркус Йенне · Тимо Цайлер · Макс Фрай | 67 очков |
| Юниоры 7,7 км перепад высот: +600 м −600 м | Митя Косовель Словения                                                                                         | 35.41   | Петер Ламовец Словения                                                                          | 36.01    | Седат Гюнен Турция                                                 | 36.06    |
| Юниоры 7,7 км (команды)                    | Словения · Митя Косовель · Петер Ламовец · Урош Томец · Андрей Цимпершек                                       | 23 очка | Италия · Антонио Тонинелли · Руджеро Гецци · Никола Спада · Лука Орланди                        | 27 очков | Турция · Седат Гюнен · Адем Пекдоган · Хамдулла Гюль · Эрдал Булут | 49 очков |

### Женщины
| Дисциплина                                  | Золото                                                      | Золото  | Серебро                                                                  | Серебро  | Бронза                                                                   | Бронза   |
| ------------------------------------------- | ----------------------------------------------------------- | ------- | ------------------------------------------------------------------------ | -------- | ------------------------------------------------------------------------ | -------- |
| 7,7 км перепад высот: +600 м −600 м         | Мелисса Мун Новая Зеландия                                  | 39.02   | Анджела Мудж Шотландия                                                   | 39.41    | Трейси Бриндли Шотландия                                                 | 39.59    |
| 7,7 км (команды)                            | Шотландия · Анджела Мудж · Трейси Бриндли · Лин Уилсон      | 23 очка | Франция · Сильвия Клаус · Патрисия Фарже · Изабель Гийо · Изабель Гренье | 29 очков | Австрия · Андреа Майр · Корнелия Хайнцле · Сандра Бауман · Патриция Рауш | 34 очка  |
| Юниорки 4,2 км перепад высот: +285 м −285 м | Кэрри Хоуитт Англия                                         | 17.24   | Тюркан Бозкурт Турция                                                    | 17.48    | Матея Косовель Словения                                                  | 18.00    |
| Юниорки 4,2 км (команды)                    | Словения · Матея Косовель · Люция Кркоч · Сузана Младенович | 7 очков | Англия · Кэрри Хоуитт · Рейчел Томпсон · Кэти Ингрэм                     | 9 очков  | Германия · Лиза Райзингер · Юлиана Дёлль                                 | 13 очков |

## Медальный зачёт
Медали завоевали представители 9 стран-участниц.
 Принимающая страна
| Место | Страна         | Золото | Серебро | Бронза | Всего |
| ----- | -------------- | ------ | ------- | ------ | ----- |
| 1     | Словения       | 3      | 1       | 1      | 5     |
| 2     | Италия         | 2      | 1       | 1      | 4     |
| 3     | Англия         | 1      | 2       | 0      | 3     |
| 4     | Шотландия      | 1      | 1       | 1      | 3     |
| 5     | Новая Зеландия | 1      | 0       | 0      | 1     |
| 6     | Турция         | 0      | 1       | 2      | 3     |
| 7     | Австрия        | 0      | 1       | 1      | 2     |
| 8     | Франция        | 0      | 1       | 0      | 1     |
| 9     | Германия       | 0      | 0       | 2      | 2     |
| Всего | Всего          | 8      | 8       | 8      | 24    |